# Jacek Kochan
Jacek Aleksander Kochan (ur. 18 grudnia 1955 w Krakowie) – polski muzyk, kompozytor, perkusista i aranżer.

## Życiorys
Karierę muzyczną rozpoczął w latach 70. Występował wtedy z zespołami takimi jak Dżamble czy August Trio.
W styczniu 1981 wyjechał do USA. Przez pierwsze dwa lata mieszkał w Nowym Jorku. Tam zetknął się z Jaco Pastoriusem, Mike Clarkiem i Robie Gonzalezem.
W połowie lat 80. przeniósł się na dłuższy czas do Kanady. Tam brał czynny udział w jazzowym życiu Montrealu zarówno jako lider, jak i muzyk sesyjny, w zespołach grających jazz, funk, r&b i muzykę etniczną. Tam też zrealizował kilka większych projektów na chór i orkiestrę (Tudor Singers, Repercussion), często występował na żywo, na festiwalach i w klubach, nagrywał z artystami takimi jak: Michel Donato, Karen Young, Andrew Leroux, Yannick Rieu, Oliver Jones, Jean-Pierrre Zanella, Michel Cusson, Katleen Dyson, Helmut Lipsky, Lazaro Saucedo, Geoff Lapp czy Johnny Scott.
W 1990 przeniósł się do Toronto, gdzie kontynuował działalność jako leader i sideman, brał udział w wielu projektach nagraniowych i koncertach z udziałem
wielkich gwiazd światowego jazzu takich jak: John Abercrombie, Jerry Bergonzi, Pat Labarbera, Kenny Wheeler, Don Thompson, Mike Murley, Neil Swainson, Reggie Schwager, Lorne Lofsky, Bernie Senensky, John MacLeod, Dave Restivo i Brian Dickinson.
W 1995 wrócił do Polski. Zamieszkał w Warszawie. Tu komponuje, nagrywa i koncertuje z muzykami takimi jak: Dave Liebman, Greg Osby, Marc Copland, Gary Thomas, Joey Calderazzo, Palle Mikkelborg, Eddie Henderson, Dave Tronzo, Briggan Krauss, Cuong Vu, Eric Vloeimans, Lars Danielsson, Dave Fiuczynski, Bo Stief, Christian Spering, Michel Benita, Furio DiCastri, Franz Hautzinger, Klaus Dickbauer, Eddie Schuller, Uchihashi Kazuhisa, Axel Dörner, Ernesto Molinari, Francois Corneloup, Krzysztof Knittel, Skerik, Tomasz Stańko, Zbigniew Namysłowski, Adam Pierończyk, Piotr Wojtasik, Assif Tsahar, Tomasz Szukalski, Maciej Sikała i Piotr Baron.